# 猪苗代湖ズ

## メンバー
山口隆（やまぐち たかし）
ボーカル、ギター担当。サンボマスター - 会津若松市出身
渡辺俊美（わたなべ としみ）
ベース担当。TOKYO No.1 SOUL SET - 双葉郡富岡町出身
松田晋二（まつだ しんじ）
ドラム担当。THE BACK HORN - 東白川郡塙町出身
箭内道彦（やない みちひこ）
ギター担当。クリエイター、風とロック編集 - 郡山市出身
2010年9月に、箭内が実行委員長をつとめ裏磐梯高原で開催された「風とロック芋煮会」において、上記の福島県出身の4人で結成された。バンド名は、福島県の中央部にある猪苗代湖から採られた。

## ディスコグラフィ
- I love you & I need you ふくしま

## 出演

### TV
- MUSIC JAPAN（NHK総合、2011年4月17日）
- 応援ソングを高らかに 〜I love you&I need youふくしま〜（NHK総合、2011年4月29日。NHKラジオ第1、2011年5月14日）
- 第62回NHK紅白歌合戦（2011年12月31日、NHK総合）

ほか

### NHK紅白歌合戦出場歴
| 年     | 放送回 | 回 | 曲目                             | 出演順 | 対戦相手 | 備考   |
| ------ | ------ | -- | -------------------------------- | ------ | -------- | ------ |
| 2011年 | 第62回 | 初 | I love you & I need you ふくしま | 08/25  | 伍代夏子 | 初出場 |

### CM
- チーザ（2012年 - 江崎グリコ）
  - ドラマ仕立てのCMとなっており、主演は女優の吉高由里子。松田と山口が役者として出演し、渡辺が音楽担当、箭内がCM監督を担当している。